# Bahnhof Mannheim-Käfertal OEG
Der Bahnhof Mannheim-Käfertal OEG, heute meist als Käfertal Bahnhof bezeichnet, ist ein Trennungsbahnhof im Mannheimer Stadtteil Käfertal, an welchem die Stichstrecke nach Heddesheim von der Strecke Mannheim–Weinheim abzweigt. Seit 2005 wird der Bahnhof von der Rhein-Neckar-Verkehr GmbH (RNV) betrieben, ist jedoch weiterhin im Besitz der MV Mannheimer Verkehr GmbH.

## Name
Um Verwechslungen mit dem Bahnhof Mannheim-Käfertal an der Riedbahn, welcher lokal als DB-Bahnhof bezeichnet wird, zu vermeiden, wird der Schmalspur-Bahnhof überwiegend als Käfertal Bahnhof bezeichnet. Darüber hinaus sind auch die Bezeichnungen Mannheim-Käfertal OEG (so steht es auch auf der Gleisseite des Empfangsgebäudes), Mannheim-Käfertal RNV (nach dem heutigen Betreiber) sowie (Alter) OEG-Bahnhof gebräuchlich.

## Geschichte
Die Station ging am 12. September 1887, zusammen mit der Strecke Mannheim–Weinheim, als Zwischenbahnhof in Betrieb. Ab 1903 erreichten Mannheimer Straßenbahnzüge auf der hierfür elektrifizierten und bis 1906 auch zweigleisig ausgebauten Strecke Käfertal. Am 1. Mai 1909 wurde die Stichstrecke nach Heddesheim eröffnet. Dadurch wurde Käfertal zum Trennungsbahnhof. Mit Gründung der Oberrheinischen Eisenbahn-Gesellschaft (OEG) am 8. Juli 1911 übernahm diese schließlich den Bahnhof. Seit 1946 sind auch die Strecken Richtung Weinheim und Heddesheim elektrifiziert. Die Bahnsteighalle über die Gleise wurde 1995 eingeweiht.

## Empfangsgebäude
Drei Jahre nach der Eröffnung der Station war auch das zweigeschossige Empfangsgebäude an der Birkenauer Straße 10 mit seinem Satteldach und seiner Fassade aus gelbem Backstein und roten Zierklinkern als Stockwerkgesims fertig gestellt. Ein weiteres Zierband aus roten Klinkern verläuft unter dem weit ausladenden Satteldach. Die Fenster des Ursprungsbaus weisen Segmentbogen auf, die Fenster der späteren Anbauten haben einen geraden Sturz.
Im Erdgeschoss des Hauptgebäudes lagen ursprünglich der Warteraum, ein Dienstraum, Toiletten und ein kleiner Verkaufsraum. Dienstraum und Warteraum werden 2022 komplett vom Kiosk genutzt, wo Fahrscheine verkauft werden. Im Obergeschoss lag die Wohnung des Bahnhofsvorstehers, zu der sich auf der Straßenseite ein eigener Zugang befindet. Die an das Hauptgebäude anschließende, eingeschossige Güterhalle aus Fachwerk wurde im Zuge des Umbaus 1995 zum Sozialraum für Bahn- und Busfahrer.

## Gleis- und Bahnsteiganlagen
Die drei Bahnsteige sind seit 1995 überdacht. Eines der Gleise führt zum nahegelegenen 1912 errichteten Betriebshof mit Umformerwerk. Von 1913 bis 1971 war hier die Hauptwerkstatt der OEG. Der Bahnhof besitzt in seinem Hauptteil vor dem Empfangsgebäude insgesamt fünf Gleise, von denen vier Gleise einen Bahnsteig haben und drei im Regelverkehr genutzt werden.
Die Nummerierung der Gleise beginnt seit 2012 in Kilometrierungsrichtung zunächst mit den durchgehenden Hauptgleisen, dann den sonstigen Hauptgleisen, jeweils von rechts aufsteigend. Vom Empfangsgebäude aus gibt es folgende Gleise:
- Gleis 2 ist ein Durchgangsgleis und liegt als Hausbahnsteig direkt vor dem Empfangsgebäude. Das Gleis dient den Linien 5, 5A und 15 in Fahrtrichtung Mannheim-Innenstadt.
- Gleis 1 hat einen Zwischenbahnsteig zwischen Gleis 2 und Gleis 1, dieser ist jedoch zur Seite von Gleis 2 durch ein Geländer abgesperrt. Heute halten hier die Züge der Linie 5 in Richtung Viernheim und Weinheim.
- Gleis 4 ist ein Durchgangsgleis und teilt sich mit Gleis 3 einen kleinen zwischen ihnen liegenden Mittelbahnsteig. Heute halten hier die Linien 5A und 15 in Fahrtrichtung Wallstadt Ost (15) und Heddesheim (5A).
- Gleis 3 ist ein weiteres Durchgangsgleis und teilt sich mit Gleis 4 den äußersten Bahnsteig. Dieses Gleis dient heute einzelnen Zügen als Ausweichgleis, welche von diesem Gleis direkt in die Gleise 10 bis 18 des südlich angrenzenden Betriebshofs gelangen können.
- Gleis 5 ist das äußerste Gleis des Bahnhofs Käfertal. Dieses Nebengleis besitzt keinen Bahnsteig und dient als einzige Anbindung der Gleise 20 bis 25 des Betriebshofs an die Wendeschleife.
- Bis zum Umbau gab es westlich der Durchgangsgleise noch ein Stumpfgleis, das zur Güterhalle führte.[5]

Nordöstlich des Bahnhofs befindet sich seit 1977 eine große Wendeschleife mit den Gleisen 33 und 44, welche von hier endenden Einrichtungsfahrzeugen genutzt wird. Dort befindet sich auch der Beginn der Heddesheimer Strecke. Über die Werkstattgleise wurden im Güterverkehr bis 1971 zwei Anschlussgleise bedient.

## Verkehr

### Schienenverkehr
Der Bahnhof wird von den Linien 5, 5A und 15 der RNV bedient. Hier trennen sich die Linie 5 in Richtung Viernheim/Weinheim/Heidelberg sowie die Linien 5A und 15 in Richtung Heddesheim. Während die Linien 5 und 5A täglich verkehren, fährt die Linie 15 nur in den werktäglichen Hauptverkehrszeiten als Verstärker der Linien 5 und 5A.
| Linie                    | Linienverlauf |
| ------------------------ | --- |
| 5                        | Weinheim – Viernheim – Käfertal – Bonifatiuskirche – Universitätsklinikum – Nationaltheater – Mannheim Hbf – Schloss – Paradeplatz – Abendakademie – Neuostheim – Edingen – Heidelberg – Schriesheim – Weinheim (OEG) |
| 5A                       | Heddesheim – Wallstadt – Vogelstang West – Käfertal – Bonifatiuskirche – Universitätsklinikum – Nationaltheater – Mannheim Hbf – Schloss – Paradeplatz – Abendakademie – weiter als 5 (oder 15 (HVZ))                 |
| 15                       | Mannheim Hbf – Schloss – Paradeplatz – Abendakademie – Alte Feuerwache – Schafweide – Universitätsklinikum – Bonifatiuskirche – Käfertal – Vogelstang West – Wallstadt Ost                                            |
| Stand: 12. Dezember 2021 | |

### Busverkehr
Mehrere Buslinien der RNV verbinden den Stadtteil mit dem Bahnhof Mannheim-Käfertal RNV und dem benachbarten Waldhof.
Auf dem Bahnhofsvorplatz neben Gleis 2 liegen hintereinander die Steige A bis D, welche den Käfertaler Busbahnhof bilden. Am nördlichen Ende des OEG-Bahnhofs Käfertal befindet sich ein weiterer Bussteig (Steig E).
Folgende Buslinien bedienen den Bahnhof Käfertal:
- 53 Kurpfalzbrücke – Friesenheimer Insel – Luzenberg – Taunusplatz – Käfertaler Wald – Käfertal OEG-Bahnhof – Im Rott
- 54 Kurpfalz Center – Vogelstang – Käfertal OEG-Bahnhof (nur Mo – Sa)
- 56 Käfertal OEG-Bahnhof – Vogelstang (nur einzelne Fahrten an Schultagen)
- 64 Hauptbahnhof – Wasserturm – Fahrlach – Feudenheim – Käfertal OEG-Bahnhof (nur in Hauptverkehrszeit)
- 67 Käfertal OEG-Bahnhof → Franklin Mitte → Käfertal Friedhof → Käfertal OEG-Bahnhof

## Zukunft
Im Zuge des Umbaus des Bahnhofs soll die Heddesheimer Strecke kreuzungsfrei in den Bahnhof geführt werden. Die Einfädelung der Weinheimer Strecke soll nach dem Bahnhof erfolgen. Die Strecke nach Heddesheim wird dann zweigleisig vom Bahnhof bis kurz vor die Brücke der Bundesstraße 38 geführt. Zeitgleich sollen die Bahnsteige barrierefrei umgestaltet werden. Die Fertigstellung ist für 2024 geplant.